# Nyctimystes trachydermis
Nyctimystes trachydermis es una especie de rana de árbol de la familia Pelodryadidae de Papúa Nueva Guinea. Vive en las montañas en la península suroeste de la isla de Nueva Guinea. Los científicos lo encontraron entre 1280 y 2480 metros sobre el nivel del mar.
Los científicos dicen que esta es una de las ranas más grandes del género Nyctimystes. El macho puede crecer hasta 8.8 cm de largo y los científicos no están seguros del tamaño máximo de la hembra. La piel del dorso es áspera, los ojos son marrones.